# Rush
Rush war eine kanadische Rockband, bestehend aus dem Bassisten, Keyboarder und Sänger Geddy Lee, dem Gitarristen Alex Lifeson und dem Schlagzeuger Neil Peart. Sie existierte von 1968 bis 2018.

## Bandgeschichte
Auf dem ersten Album spielte John Rutsey (1953–2008) Schlagzeug, er stieg dann aus gesundheitlichen Gründen aus. Peart folgte 1974, danach änderte sich die Besetzung nicht mehr. Lee sang alle Titel, nahezu alle Texte wurden von Peart geschrieben.
Peart kündigte im Dezember 2015 an, die Band aus privaten Gründen zu verlassen. Die Auflösung wurde von Lee und Lifeson im Januar 2018 bekanntgegeben. Neil Peart starb am 7. Januar 2020 an einem Glioblastom.
In einem Interview sagte Alex Lifeson Ende Januar 2021, dass er und Geddy Lee auch nach dem schmerzlichen Verlust ihres Drummers und Freundes mit etwas Abstand durchaus darüber reden, wieder einmal zusammen Musik zu machen. In welcher Form und unter welchem Namen, sei bislang noch völlig offen, da an einen Neustart unter den herrschenden Bedingungen der COVID-19-Pandemie noch nicht zu denken sei.
Seit vielen Jahren feiern Fans den International Rush Day am 21. Dezember. Das Datum 21.12. wurde aus dem Titel des Erfolgsalbums 2112 abgeleitet.

### Alben
Rushs Musikstil hat sich im Lauf der Zeit stark verändert. Die Alben vor Permanent Waves (1980) sind eine Mischung aus Hard Rock und aufkommendem Heavy Metal sowie Progressive Rock. Die Liedtexte dieser Zeit waren geprägt von Science-Fiction und zum Teil philosophischen Einflüssen von Ayn Rand, was bei den Alben 2112 (von 1976) und Hemispheres (1978) deutlich wird.
Mit Permanent Waves begannen die größten Veränderungen: Obwohl die Musik weiterhin auf Hardrock basierte, baute das Trio zunehmend Keyboardklänge ein. Die Lieder gerieten kürzer, kamen aber auch schneller auf den Punkt. Zwar fiel Rushs Songwriting, d. h. Musik und Text, nun etwas konventioneller und somit zugänglicher aus, der Stil des Trios blieb jedoch weiterhin progressiv, wenn auch mit einer Portion Alternative Rock versehen. Speziell der Titel Spirit of Radio, benannt nach der wegweisenden lokalen Radiostation CFNY aus Toronto, wurde ein großer Hit in der alternativen Szene. Ein weiterer Favorit der amerikanischen „Classic Rock“-Radiostationen jener Zeit ist Tom Sawyer vom 1981er Album Moving Pictures. Einige ihrer komplexesten Songs und etliche Klassiker wie z. B. Subdivisions, Distant Early Warning und Force Ten entstammen der Zeit zwischen 1982 und 1987. Allerdings empfand die Band selbst die Technisierung des Sounds insbesondere bei Live-Auftritten als zunehmende Beeinträchtigung. Auf den folgenden Alben vollzogen Rush daher eine langsame Abkehr vom Synthie-lastigen Sound der 80er, ohne dabei das Songwriting zu vernachlässigen. Mit Roll the Bones legte die Band 1991 ein überaus erfolgreiches und von Kritikern und Fans enthusiastisch aufgenommenes Album hin, das mit Dreamline, Bravado und dem Titeltrack drei Lieder enthält, die sich zu Live-Klassikern entwickelten. 1993 erschien Counterparts. Dieses Album ist sehr Hardrock-orientiert.
Nach dem 1996er Album Test for Echo legte die Band eine sechsjährige Pause ein, die durch persönliche Tragödien in Pearts Leben ausgelöst wurde: Pearts Tochter Selena starb bei einem Autounfall im August 1997, gefolgt vom Krebstod seiner Frau Jacqueline im Juni 1998. Lange war es fraglich, ob die Band jemals wieder zusammenkommen würde. Peart begab sich schließlich auf eine selbstverordnete Heilungsreise mit dem Motorrad, bei der er tausende Kilometer durch Nordamerika fuhr. Die Erlebnisse veröffentlichte er in dem Buch Ghost Rider: Travels on the Healing Road.
Die Band kehrte 2002 mit dem überraschenderweise ziemlich harten Album Vapor Trails zurück, dem ersten Album ohne Keyboards seit Caress Of Steel aus dem Jahr 1975. Darauf befindet sich auch der Song Ghost Rider, der Pearts Motorradreise beschreibt. Öffentliche Auftritte wie Pressekonferenzen oder Interviews überließ Peart fortan immer häufiger seinen beiden Bandkollegen.
Ab Mai 2006 arbeiteten die drei Kanadier an neuen Stücken. Im November 2006 waren Rush mit Co-Producer Nick Raskulinecz in den Allaire Studios, N.Y., um das neue Album zu produzieren. Es trägt den Titel Snakes & Arrows und erschien am 27. April 2007.
Am 1. Juni 2010 erschien die Single Caravan. Am 8. Juni 2012 wurde das Album Clockwork Angels in Europa veröffentlicht und Rush tourte damit ab September 2012 in Nordamerika und ab Mai 2013 in Europa, u. a. mit Auftritten am 4. Juni 2013 in Köln und 6. Juni 2013 in Berlin. Die „Clockwork Angels Tour“ wurde erstmals in der Bandgeschichte von Streichern begleitet. Das Album Clockwork Angels stieg mit Platz 2 und 103.000 verkauften Einheiten in die Billboard Charts ein.
Des Weiteren erschien der Film Beyond The Lighted Stage, der ab 7. Juni in ausgewählten Kinos zu sehen war. Der Film beschreibt den Werdegang der Band – produziert wurde er von Scot McFadyen und Sam Dunn, die auch schon für Filme wie Metal – A Headbanger’s Journey oder Global Metal verantwortlich waren.

### Rush live

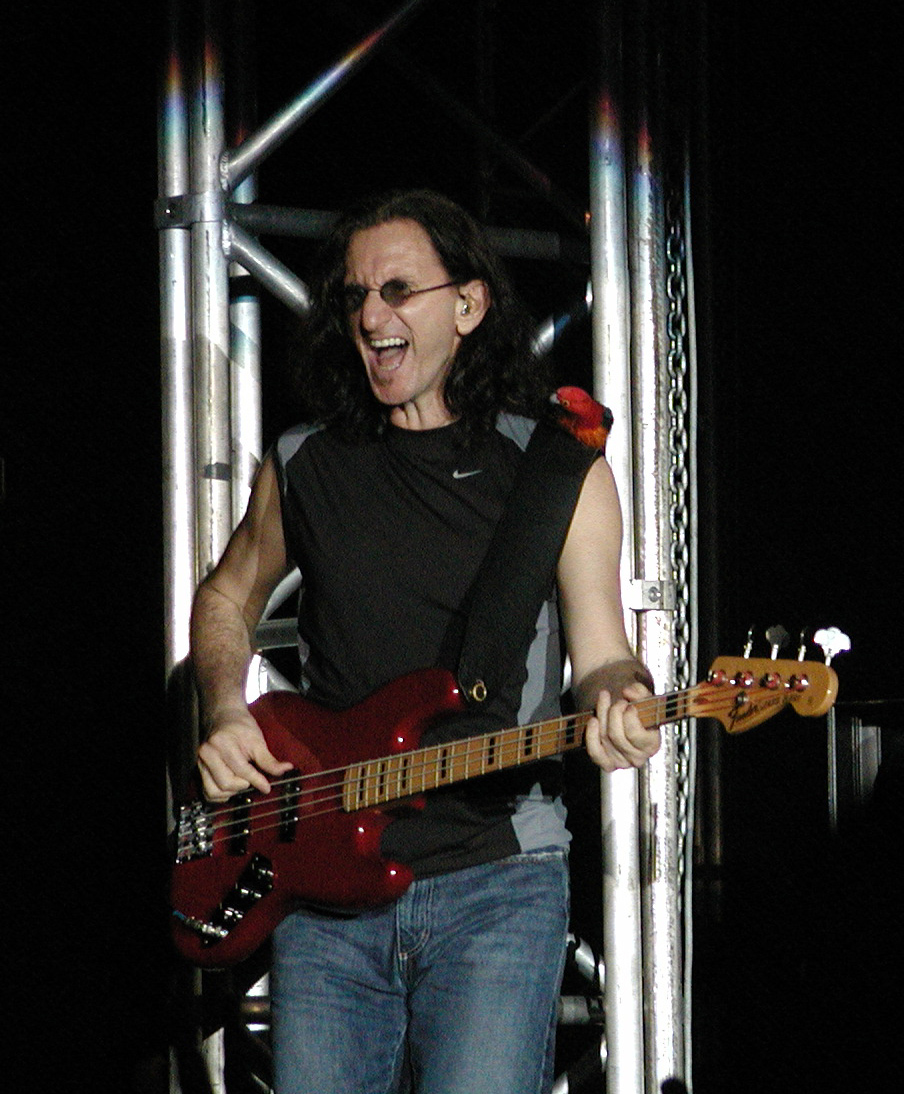
Geddy Lee, live mit Rush in Mailand 2004

Rush galt als bemerkenswerte Liveband. Zum einen trat die Band nur in der Kernbesetzung auf und verzichtete auf Gastmusiker. Da der Anteil elektronischer Elemente seit Anfang der 1980er-Jahre gestiegen war und Geddy Lee zugleich Bass und Keyboards spielen sollte und zu singen hatte, mussten weite Teile der Musik per Computer zugespielt werden; der technische Aufwand für Liveauftritte erreichte bei Rush einen Umfang, den sonst nur Elektronik-Bands wie Depeche Mode kannten. Bemerkenswert ist aber, dass Rush nach wie vor keine mitlaufenden Samplings verwendeten, sondern sämtliche Effekte von den Musikern über Keyboards, Pedale oder Drum-Pads ausgelöst wurden.
Vapor Trails diente als Stoff für die erste Tour seit 1996, unter anderem mit Erstauftritten in Mexiko-Stadt und Brasilien, wo die Live-DVD Rush in Rio entstand.
Die Band trat auch beim SARS Relief Konzert im Downsview Park in Toronto im August 2003 auf, das von über einer halben Million Zuschauern besucht wurde.
Im Lauf der Jahre erschienen etliche Live-Alben, das erste mit dem Titel All The World's a Stage im September 1976, Exit Stage Left erschien 1981, das dritte Show of Hands um 1989; das Drei-CD-Album Different Stages folgte 1998, das zweite Drei-CD-Album Rush in Rio, erschien Ende Oktober 2003. Eine Companion-DVD ist ebenfalls verfügbar.
Im November 2005 erschien die DVD R30 – 30th Anniversary Tour, ein um acht Songs gekürzter Mitschnitt des Konzertes aus Frankfurt am Main vom 24. September 2004. Die DVD belegte hinter Green Day Platz 2 der Billboard Charts. Die Hintergrundmusik der Menüs dieser DVD wurde von Alex Lifeson persönlich beigesteuert. Die BluRay-Ausgabe enthält das komplette Konzert.
Auch zu ihren kommerziell erfolgreichsten Zeiten war die Band in Kontinentaleuropa weit weniger bekannt als in Nordamerika und Großbritannien. Konzerte auf dem europäischen Kontinent hatten daher Seltenheitswert.
Am 17. November 2009 ist die erste „Best Of“ Live-Zusammenstellung mit dem Titel Working Men erschienen, der zwei Jahre später das Livealbum Time Machine 2011: Live in Cleveland folgte. Das Album enthält u. a. das Stück Caravan, welches bereits im Jahr 2010 im Voraus für das angekündigte neue Album exklusiv zum Download angeboten wurde und Moving Pictures ganz.
Anfang Dezember 2015 erklärte Neil Peart in einem Interview, dass er sich aus der Band zurückziehen werde. Als Grund gab er an, mehr Zeit mit seiner Familie verbringen zu wollen. Nach Äußerungen von Alex Lifeson mögen aber auch gesundheitliche Beeinträchtigungen dazu beigetragen haben, da im Verlauf der letzten Jahre Lifeson selbst vermehrt mit Psoriasisarthritis und Peart mit chronischer Tendinitis zu kämpfen hatten.
Lifeson deutete zwar an, dass weitere (kleinere) Konzerte und Soundtrack-Arbeiten denkbar seien; die Band selbst werde jedoch in ihrer alten Zusammensetzung weder auftreten noch weitere Produktionen einspielen. Am 7. Januar 2020 starb Schlagzeuger Neil Peart an den Folgen eines Hirntumors.
Im August 2022 traten Alex Lifeson und Geddy Lee zum ersten Mal auf dem South Park 25th Anniversary Concert wieder zusammen live auf und spielten den Song Closer To The Heart zusammen mit der Band Primus. Am Schlagzeug saß Matt Stone, einer der Produzenten und Schöpfer der TV-Serie, die schon öfter Motive von Rush in ihren Episoden einfließen ließ. Im September desselben Jahres traten die beiden beim „Taylor Hawkins tribute concert“ gemeinsam mit Dave Grohl und Omar Hakim im Wembley-Stadion auf.

## Trivia
2017 benannten die Biologen del Campo und Keeling drei zeitgleich entdeckte Protistenarten nach Bandmitgliedern von Rush: Pseudotrichonympha lifesoni nach Alex Lifeson, Pseudotrichonympha pearti nach Neil Peart und Pseudotrichonympha leei nach Geddy Lee.

## Diskografie
Studioalben

| Jahr | Titel                | Höchstplatzierung, Gesamtwochen, AuszeichnungChartplatzierungen (Jahr, Titel, Platzierungen, Wochen, Auszeichnungen, Anmerkungen) | Höchstplatzierung, Gesamtwochen, AuszeichnungChartplatzierungen (Jahr, Titel, Platzierungen, Wochen, Auszeichnungen, Anmerkungen) | Höchstplatzierung, Gesamtwochen, AuszeichnungChartplatzierungen (Jahr, Titel, Platzierungen, Wochen, Auszeichnungen, Anmerkungen) | Höchstplatzierung, Gesamtwochen, AuszeichnungChartplatzierungen (Jahr, Titel, Platzierungen, Wochen, Auszeichnungen, Anmerkungen) | Höchstplatzierung, Gesamtwochen, AuszeichnungChartplatzierungen (Jahr, Titel, Platzierungen, Wochen, Auszeichnungen, Anmerkungen) | Höchstplatzierung, Gesamtwochen, AuszeichnungChartplatzierungen (Jahr, Titel, Platzierungen, Wochen, Auszeichnungen, Anmerkungen) | Anmerkungen                              |
| Jahr | Titel                | DE | AT | CH | UK | US | CA | Anmerkungen                              |
| ---- | -------------------- | --- | --- | --- | --- | --- | --- | ---------------------------------------- |
| 1974 | Rush                 | — | — | — | — | US105 Gold · (14 Wo.)US | CA86 Gold · (… Wo.)CA | Erstveröffentlichung: 18. März 1974      |
| 1975 | Fly by Night         | — | — | — | — | US113 Platin · (8 Wo.)US | CA9 Platin · (… Wo.)CA | Erstveröffentlichung: 15. Februar 1975   |
| 1975 | Caress of Steel      | — | — | — | — | US148 Gold · (6 Wo.)US | CA60 Gold · (… Wo.)CA | Erstveröffentlichung: 24. September 1975 |
| 1976 | 2112                 | — | — | — | UK— GoldUK | US61 ×3Dreifachplatin · (37 Wo.)US                                                                                                | CA5 ×2Doppelplatin · (… Wo.)CA | Erstveröffentlichung: 1. April 1976      |
| 1977 | A Farewell to Kings  | — | — | — | UK22 Gold · (6 Wo.)UK | US33 Platin · (17 Wo.)US | CA11 Platin · (… Wo.)CA | Erstveröffentlichung: 29. August 1977    |
| 1978 | Hemispheres          | — | — | — | UK14 Silber · (6 Wo.)UK | US47 Platin · (21 Wo.)US | CA14 Platin · (… Wo.)CA | Erstveröffentlichung: 29. Oktober 1978   |
| 1980 | Permanent Waves      | DE47 a (1 Wo.)DE | — | CH6 a (1 Wo.)CH | UK3 Gold · (17 Wo.)UK | US4 Platin · (37 Wo.)US | CA3 Platin · (… Wo.)CA | Erstveröffentlichung: 1. Januar 1980     |
| 1981 | Moving Pictures      | DE22 b (2 Wo.)DE | — | CH72 b (2 Wo.)CH | UK3 Gold · (13 Wo.)UK | US3 ×5Fünffachplatin · (76 Wo.)US                                                                                                 | CA1 ×4Vierfachplatin · (… Wo.)CA                                                                                                  | Erstveröffentlichung: 12. Februar 1981   |
| 1982 | Signals              | DE88 c (1 Wo.)DE | — | — | UK3 Silber · (9 Wo.)UK | US10 Platin · (33 Wo.)US | CA1 Platin · (… Wo.)CA | Erstveröffentlichung: 9. September 1982  |
| 1984 | Grace Under Pressure | DE43 (4 Wo.)DE | — | — | UK5 Silber · (12 Wo.)UK | US10 Platin · (27 Wo.)US | CA4 Platin · (… Wo.)CA | Erstveröffentlichung: 12. April 1984     |
| 1985 | Power Windows        | — | — | — | UK9 Silber · (4 Wo.)UK | US10 Platin · (28 Wo.)US | CA5 Platin · (… Wo.)CA | Erstveröffentlichung: 11. Oktober 1985   |
| 1987 | Hold Your Fire       | DE34 (4 Wo.)DE | — | — | UK10 Silber · (4 Wo.)UK | US13 Gold · (30 Wo.)US | CA12 Platin · (… Wo.)CA | Erstveröffentlichung: 8. September 1987  |
| 1989 | Presto               | DE60 (10 Wo.)DE | — | — | UK27 Silber · (2 Wo.)UK | US16 Gold · (27 Wo.)US | CA7 Platin · (… Wo.)CA | Erstveröffentlichung: 21. November 1989  |
| 1991 | Roll the Bones       | DE35 (7 Wo.)DE | — | — | UK10 (4 Wo.)UK | US3 Platin · (43 Wo.)US | CA11 Platin · (… Wo.)CA | Erstveröffentlichung: 3. September 1991  |
| 1993 | Counterparts         | DE88 (5 Wo.)DE | — | — | UK14 (3 Wo.)UK | US2 Gold · (26 Wo.)US | CA6 Platin · (… Wo.)CA | Erstveröffentlichung: 19. Oktober 1993   |
| 1996 | Test for Echo        | DE45 (5 Wo.)DE | — | — | UK25 (3 Wo.)UK | US5 Gold · (15 Wo.)US | CA3 Gold · (… Wo.)CA | Erstveröffentlichung: 10. September 1996 |
| 2002 | Vapor Trails         | DE20 (5 Wo.)DE | — | — | UK38 (2 Wo.)UK | US6 (10 Wo.)US | CA3 Gold · (1 Wo.)CA | Erstveröffentlichung: 14. Mai 2002       |
| 2007 | Snakes & Arrows      | DE29 (4 Wo.)DE | AT41 (1 Wo.)AT | — | UK13 (3 Wo.)UK | US3 (14 Wo.)US | CA3 Gold · (2 Wo.)CA | Erstveröffentlichung: 1. Mai 2007        |
| 2012 | Clockwork Angels     | DE11 (4 Wo.)DE | AT57 (1 Wo.)AT | CH21 (2 Wo.)CH | UK21 (4 Wo.)UK | US2 (20 Wo.)US | CA1 Gold · (5 Wo.)CA | Erstveröffentlichung: 12. Juni 2012      |

grau schraffiert: keine Chartdaten aus diesem Jahr verfügbar

Soloprojekte der Bandmitglieder
- Burning for Buddy, Volume 1 – (Solo), Peart et al. (1994)
- Burning for Buddy, Volume 2 – (Solo), Peart et al. (1994/-5?)
- A Work in Progress - (DVD - Drums on „Test for Echo“), Peart (2002)
- Victor – (Solo), Lifeson et al. (1996)
- My Favorite Headache – (Solo), Lee et al. (November 2000)
- A Work In Progress - (DVD), Peart (2002)
- Anatomy Of A Drum Solo – (DVD), Peart (2006)

## Filme
- Beyond the Lighted Stage (2010) – Musikdokumentation – Die Regisseure Scot McFadyen und Sam Dunn präsentieren in ihrer Musikdoku über 40 Jahre Rockgeschichte, von den Anfängen der Band bis heute, gespickt mit bisher unveröffentlichtem Archivmaterial, vielen Rock 'n' Roll-Anekdoten und zahlreichen Interviews mit prominenten Fans und Zeitgenossen.

### Dokus
- Dinner With Rush – At a Hunting Lodge (2010) – Rush dinieren in einem Restaurant, als ganz private, normale Personen, mit viel interessantem Small Talk.[12]

### Interviews
- The Story of Kings – Interview (1992) – Interview mit Alex Lifeson
- The Interviews – Vol 2 (Oktober 1995) – Interview mit Geddy Lee

## Bücher
- Drum Techniques of Rush – Peart (1985) ISBN 0-7692-5055-6.
- More Drum Techniques of Rush – Peart, Wheeler (1989) ISBN 0-7692-5051-3.
- Mystic Rhythms: The Philosophical Vision of Rush – Price et al. (1999) ISBN 1-58715-102-2.
- The Masked Rider: Cycling in West Africa – Peart (1999) ISBN 1-895900-02-6.
- Ghost Rider: Travels on the Healing Road – Peart (2002) ISBN 1-55022-546-4 (hardcover), ISBN 1-55022-548-0 (paperback).
- Rush: Merely Players – Telleria (2002) ISBN 1-55082-271-3.
- Rush: Success Under Pressure – Steve Gett (1984) ISBN 0-89524-230-3.
- Contents under Pressure: 30 Years of Rush at Home & away – Popoff, Martin (2004) ISBN 1-55022-678-9.
- Roadshow – Peart (2006) ISBN 1-57940-142-2.
- Die Chemie von Rush (2007) von Jon Collins übersetzt von Franziska Schöttner (Paperback) ISBN 978-3-931624-39-2.
- Geddy Lee: My Effin' Life, Autobiographie (2023), ISBN 978-0-06-315941-9.

## Auszeichnungen
Rush haben während ihrer Karriere zahlreiche Auszeichnungen erhalten.
1994 wurde die Band mit der Aufnahme in die Canadian Music Hall of Fame geehrt.
Am 25. Juni 2010 wurde der Band – in Anerkennung ihrer seit 1974 andauernden Bandgeschichte – ein Stern auf dem Hollywood Walk Of Fame verliehen. Bei der Verleihung waren u. a. Geddy Lee und Alex Lifeson anwesend. Neil Peart befand sich währenddessen mit dem Motorrad auf dem Weg nach Albuquerque, wo am 29. Juni 2010 Start der aktuellen Tour sein sollte. Als Laudatoren fungierten Donna Halper und Billy Corgan (Smashing Pumpkins). „Rush always stayed true to themselves and true to their music, and never lost their integrity.“ (Donna Halper)
Am 5. März 2012 wurde Rush mit dem höchsten kanadischen Orden für Künstler ausgezeichnet, dem Governor General's Performing Arts Awards for Lifetime Artistic Achievement.
Am 18. April 2013 wurde Rush in die Rock and Roll Hall of Fame aufgenommen.

### Juno Awards
Rush gewannen von 38 Nominierungen die folgenden sechs Juno-Auszeichnungen:
- 1975 Vielversprechendste Band des Jahres
- 1978 Band des Jahres
- 1979 Band des Jahres
- 1991 Bestes Hard-Rock-/Metal-Album – Presto
- 1992 Hard-Rock-Album des Jahres – Roll the Bones
- 2004 Musik-DVD des Jahres – Rush in Rio
- 2011 Musik-DVD des Jahres – Beyond The Lighted Stage
- 2013 Rock-Album des Jahres – Clockwork Angels

und wurde außerdem gewählt zum
- 1990 Künstler der Dekade (80er Jahre)

Weiterhin wurden sie insgesamt 14-mal als Band des Jahres nominiert (1977–1984, 1986, 1989–1992, 1994).

### Grammys
- 1981 nominiert für „Best Rock Instrumental“
  - YYZ – wurde von The Polices Behind my Camel geschlagen
- 1992 nominiert für „Best Rock Instrumental“
  - Where's My Thing – wurde von Eric Johnsons Cliffs of Dover geschlagen
- 1995 nominiert für „Best Rock Instrumental“
  - Leave That Thing Alone – wurde von Jessica, einem Werk der Allman Brothers Band, geschlagen
- 2004 nominiert für „Best Rock Instrumental“
  - O Baterista – wurde von Brian Wilsons Mrs. O'Leary's Cow geschlagen
- 2008 nominiert für „Best Rock Instrumental“
  - Malignant Narcisissm – wurde von Once Upon A Time In The West von Bruce Springsteen geschlagen
- 2009 nominiert für „Best Rock Instrumental“
  - Hope (Live for the Art of Peace) – wurde von Peaches En Regalia von Zappa Plays Zappa geschlagen
- 2011 nominiert für „Best Music Video Long Form“
  - Rush: Beyond The Lighted Stage – wurde von der Dokumentation The Doors When You're Strange geschlagen

### Von Zeitschriften verliehene Preise
- Geddy Lee ist in der Bass-Hall-of-Fame des Magazins Guitar Player

(Er gewann „Best Rock Bass“ mehr als 5-mal).
- Geddy Lee gewann „Best Rock Bass Player“ 1993 bei der Leserwahl des „Bass Player“.
- Alex Lifeson gewann „Best Rock Talent“ 1983 (vermutlich im selben Magazin), und er wurde im Mai 1991 in die „Guitar for the Practicing Musician Hall of Fame“ aufgenommen.

Neil Peart bekam die nachfolgenden Auszeichnungen bei den Leserwahlen des Magazins Modern Drummer:
- Hall of Fame: 1983
- Best Rock Drummer: 1980, 1981, 1982, 1983, 1984, 1985
- Best Multi-Percussionist: 1983, 1984, 1985, 1986
- Best Percussion Instrumentalist: 1982
- Most Promising New Drummer: 1980
- Best All Around: 1986
- Best Recorded Performance: 1981: Moving Pictures
- 1982: Exit… Stage Left
- 1983: Signals
- 1985: Grace Under Pressure
- 1986: Power Windows
- 1986: Honor Roll: Rock Drummer, Multi-Percussion
- 1988: Hold Your Fire
- 1989: A Show Of Hands
- 1990: Presto
- 1992: Roll The Bones